# Otholobium holosericeum
Otholobium holosericeum é uma espécie vegetal da família Fabaceae.
Apenas pode ser encontrada no Equador.
Os seus habitats naturais são: regiões subtropicais ou tropicais húmidas de alta altitude.